# Hibbertia australis
Hibbertia australis är en tvåhjärtbladig växtart som beskrevs av N. A. Wakefield. Hibbertia australis ingår i släktet Hibbertia och familjen Dilleniaceae. Inga underarter finns listade i Catalogue of Life.